# Michaelophorus hodgesi
Michaelophorus hodgesi là một loài bướm đêm thuộc chi Michaelophorus, có ở Puerto Rico. Bướm bay vào tháng 5, và có sải cánh dài khoảng 10 mm.